# Julio Ligorría
Julio Ligorría (Ciudad de Guatemala, Guatemala, 19 de febrero de 1956) exembajador de Guatemala en Estados Unidos. Ha trabajado como consultor internacional experto en administración de crisis y en diseño estratégico para candidatos presidenciales en América Latina durante más de 30 años.
De septiembre de 2013 hasta noviembre de 2015 ocupó el cargo de embajador de Guatemala en Washington D. C. Casi al final de ese período recibió el Premio Reed Latino 2015. por el manejo de la crisis migratoria de los niños no acompañados que llegaron a la frontera sur de Estados Unidos en 2014.
Fundó la empresa Interimage Latinoamericana S.A. en 1988, la cual presta servicios de consultoría en comunicaciones y asuntos públicos a empresas multinacionales y gobiernos de toda América Latina. Presidió esta empresa hasta agosto de 2013. 

## Biografía
Julio Ligorría Carballido inició su vida pública en 1979 cuando se convirtió en Gerente General de la Asociación de Gerentes de Guatemala. Ocupó ese cargo hasta 1983. En 1982 durante la dictadura del General Fernando Romeo Lucas García, junto a un grupo de cuatro empresarios guatemaltecos y con el propósito de estimular los vientos democráticos en Guatemala, creó y organizó el primer Foro Cívico en la historia del país de candidatos a la presidencia, el cual con los años se institucionalizó como el foro presidencial de la Asociación de Gerentes de Guatemala.
Posteriormente, en el año 1983, se convirtió en el vicepresidente de la Cámara de la Libre Empresa hasta 1985. Dos años después, en 1987 formó parte del Comité de Asesores del Centro Internacional para la Empresa Privada, entidad apoyada por el National Endowment for Democracy y adscrito a la Cámara de Comercio de los Estados Unidos en Washington D. C.

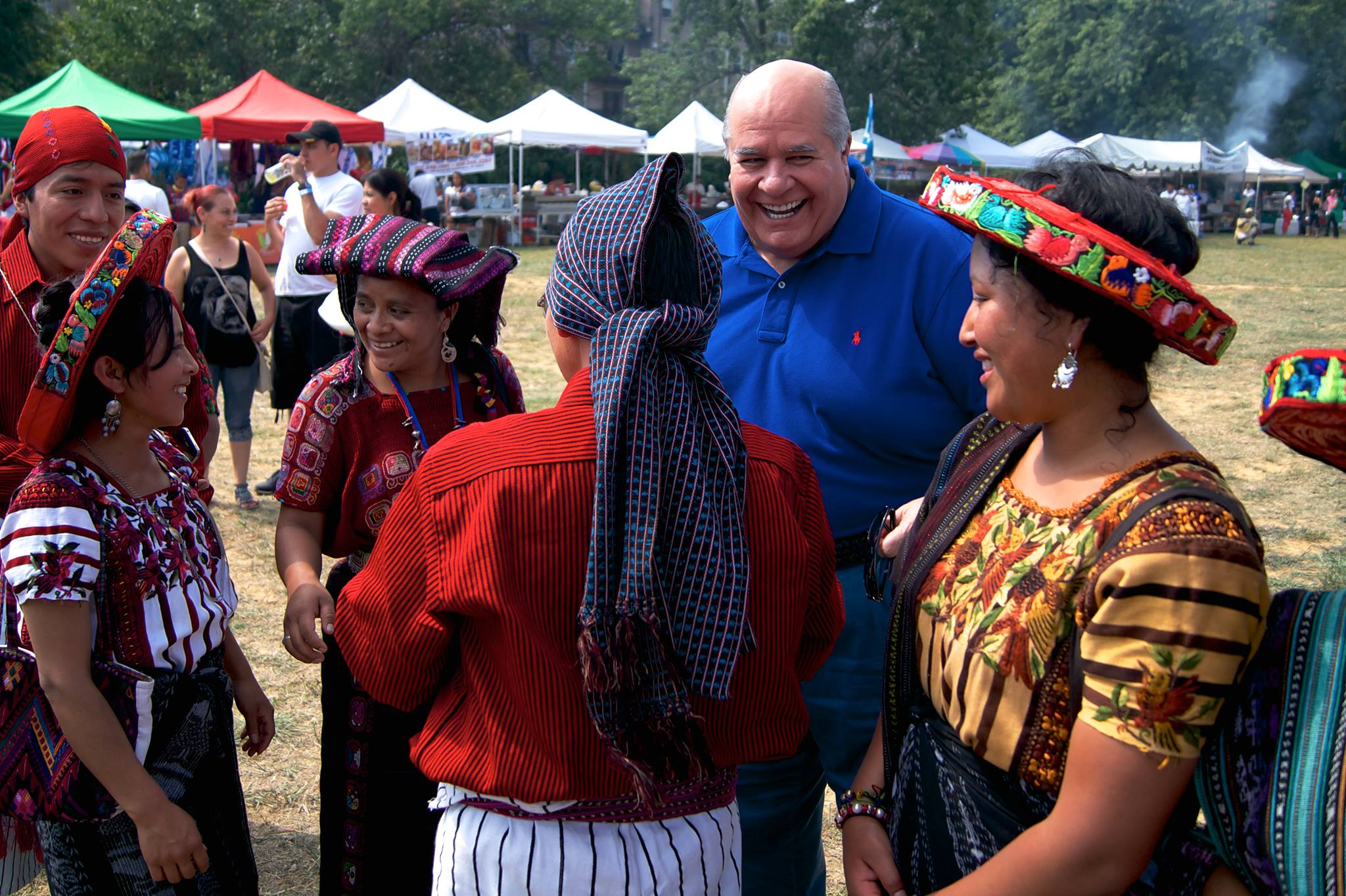
Julio Ligorria junto a migrantes guatemaltecos en Langley Park, Maryland, EE. UU.

En 1988 Ligorría fundó la empresa Interimage Latinoamericana S.A a través de la cual se dedicó a la consultoría y gerencia de crisis en América Latina. Trabajó como consultor del Canciller de Guatemala en 1993 para presentar el relanzamiento del plan de negociaciones de paz en Guatemala ante la Organización de las Naciones Unidas y ante la prensa norteamericana.

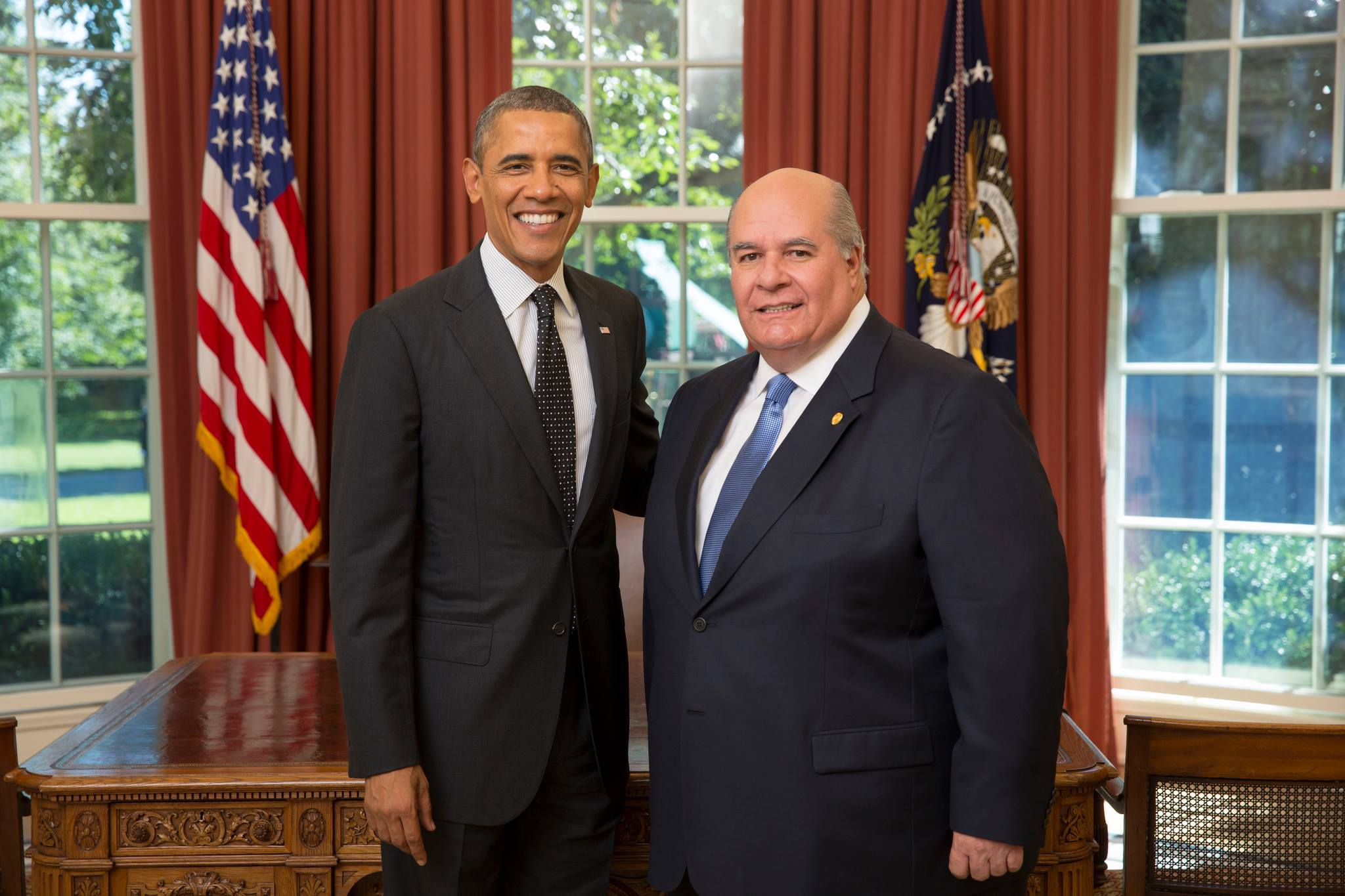
Julio Ligorria con Barack Obama

Entre sus trabajos más destacados en manejo de crisis e imagen electoral se encuentran su gestión con el presidente Ramiro de León Carpio quien al dejar el poder reportaba un índice de popularidad del 82%, y su colaboración con el candidato a presidente Álvaro Arzú Irigoyen durante la segunda vuelta electoral en 1995, en la cual resultó elegido.
En 2013 fue nombrado Embajador de Guatemala en Washington D. C..

Durante su gestión en el cargo, se desató una crisis humanitaria relacionada con niños no acompañados que llegaron a la frontera sur de Estados Unidos provenientes de los países del Triángulo Norte Centroamericano. Por su labor y desempeño la revista Campaing & Elections le otorgó el premio Reed Latino 2015 en la categoría ‘Mejor manejo de crisis electoral o de Gobierno’.
Ligorría tuvo bajo su responsabilidad la representación política de Guatemala en Washington D. C. durante esta crisis y durante la crisis política de Guatemala en 2015, logró importantes acercamientos del Gobierno de Guatemala con la Casa Blanca, el Departamento de Estado de los Estados Unidos, el Departamento de Seguridad Nacional, entre otros.

Asimismo, estuvo a cargo de la relación con el Congreso de los Estados Unidos con el cual durante su gestión contribuyó a crear y fortalecer el Plan de la Alianza para la Prosperidad en el Triángulo Norte de Centroamérica.
En 2017 Guatemala pidió la detención de Ligorría por supuesta vinculación a un caso de financiamiento electoral ilícito del Partido Patriota,. En septiembre de 2017 fue detenido en Madrid y al día siguiente obtuvo la libertad.

## Familia
Julio Ligorría nació en un hogar de clase media, integrado por profesionales liberales que se dedicaron al comercio y la industria en su ciudad natal Quetzaltenango y posteriormente se trasladaron a la Ciudad de Guatemala.
Su padre Julio R. Ligorria Guzmán y su madre Amada Carballido de Ligorría ambos guatemaltecos. En 1979 Julio Ligorría Carballido se casó con Elizabeth Bianchi Toriello (guatemalteco-americana, 1958-2008) y tuvieron tres hijos. En 2013 Ligorría formalizó su relación con María Olga Quezada, psicóloga especialista en logoterapia y madre de cinco hijos.

## Distinciones
Durante su gestión como embajador la revista ‘Campaigns & Elections México’ le otorgó el premio Reed Latino 2015 en la categoría “Mejor manejo de crisis electoral o de Gobierno”. La nominación de Ligorría surgió por el trabajo que desarrolló como embajador de Guatemala en Washington durante la crisis humanitaria de los niños migrantes no acompañados que viajaron desde Centroamérica a Estados Unidos en el verano de 2014.
En 2001 fue declarado Rotario Honorario, por el Club Rotario Ciudad de Guatemala por sus contribuciones a la consolidación del sistema democrático en Guatemala.
En el año 2000 fue galardonado con el PREMIO de La Asociación Latinoamericana de Consultores Políticos ALACOP 2000. Mejor campaña de Marketing de Gobierno en el hemisferio, trabajo realizado durante la presidencia de Ramiro de León Carpio.
En 1999 Tercer Lugar en el V premio del Liberalismo en América Latina de la Fundación Friedrich Naumann para la Libertad por su ensayo La Igualdad Ante la Ley, el Desafío Clave.
En 1996 le fue conferida la Orden Monja Blanca en el grado de 1.ª Clase, por sus contribuciones a la consolidación de la democracia en Guatemala.
En 1987 ganó el Premio Ludwig Von Mises otorgado por el Centro para la Libre Empresa de México por su ensayo Derecho y Libertad en América.
En 1983 fue declarado como Vecino Distinguido por el Alcalde de la Ciudad de Guatemala, por su trabajo en la coordinación de la Información Nacional e Internacional de la primera visita a Guatemala del papa Juan Pablo II.

## Docencia
Ha sido profesor invitado para seminarios de Gerencia Política y Estrategia de:
Florida International University, Latin American and Caribbean Center
Instituto Tecnológico de Monterrey en Ciudad de México, Universidad Iberoamericana de México para el diplomado de Gerencia Política a cargo de la asignatura de Comunicación de Gobierno.
Escuela de Postgrado en Gerencia Política de George Washington University.
Centro Internacional de Gobierno y marketing político de la Universidad Camilo José Cela Madrid, España.

## Ataques a Ligorría
A mediados de octubre de 1985, durante la participación política de Ligorría en pos de la democracia, las fuerzas del régimen militar arrojaron granadas a su residencia. Ligorría y su familia salieron ilesos, aunque los daños materiales fueron cuantiosos.
En febrero de 1988 los grupos desafectos al régimen del demócrata cristiano Vinicio Cerezo, integrados por empresarios y exmilitares fraguaron un golpe de Estado e invitan a Ligorría a sumarse al esfuerzo. Ligorría rechazó la oferta y el golpe del 11 de mayo de 1988 falló. A partir de ese momento Ligorría recibió amenazas y persecuciones, ante lo cual decide abandonar el país junto con su familia a un autoexilio que dura hasta 1993. Estos hechos constan en el libro De la Guerra a la Guerra escrito por el exministro de Defensa de Guatemala, General Héctor Gramajo. En su publicación, el autor afirmó que una minoría empresarial se mantuvo dentro de la ortodoxia democrática y que uno de ellos había sido Julio Ligorría.
Entre 2013 y 2015 el diario elPeriódico de Guatemala en su sección de rumores elaboró versiones periodísticas señalándolo de tener negocios incorrectos. Ligorría tuvo orden de captura en Guatemala por supuesta vinculación a un caso de financiamiento electoral ilícito del Partido Patriota, en cuyo gobierno sirvió como embajador ante el gobierno de los Estados Unidos. Lo cierto es que se aclaró que Ligorría no era el responsable de ese delito al conocerse la confesión del gerente de la telefónica CLARO Julio Carlos Porras Zadik quien se declaró culpable y pleno responsable del delito, exonerando a cualquier miembro de la empresa incluido sus asesores entre los que estaba Julio Ligorría que fue siempre inocente.

## Directorios y membresías
Miembro de la Junta Directiva de la Asociación de Gerentes de Guatemala en el período (1983-1985)
Miembro de la Junta Directiva de la Asociación Latinoamericana de Consultores Políticos. ALACOP (2000-2002)
Vicepresidente de la Junta Directiva del Centro Interamericano de Gerencia Política con sede en Miami (1999-2003) 
Miembro Honorario de la Asociación de Gerentes de Guatemala

## Publicaciones
Ha publicado más 1.600 ensayos de análisis político en periódicos y revistas latinoamericanas.
- Coautor del libro El Arte de Ganar Elecciones. Asociación Latinoamericana de Consultores Políticos. 2000.
- Julio Ligorría. Caminos de Libertad, VanColor. 1987.
- Julio Ligorria. Estrategia Política desde el diseño operativo. Fundación Cánovas del Castillo. 2002. ISBN 0002181157
- Julio Ligorria. Crisis: La administración de lo inesperado. Planeta 2016 Ebook. ISBN 9786070735806